# Tapeinostemon longiflorum
Tapeinostemon longiflorum là một loài thực vật có hoa trong họ Long đởm. Loài này được Maguire & Steyerm. miêu tả khoa học đầu tiên năm 1981.